# 이온 교환

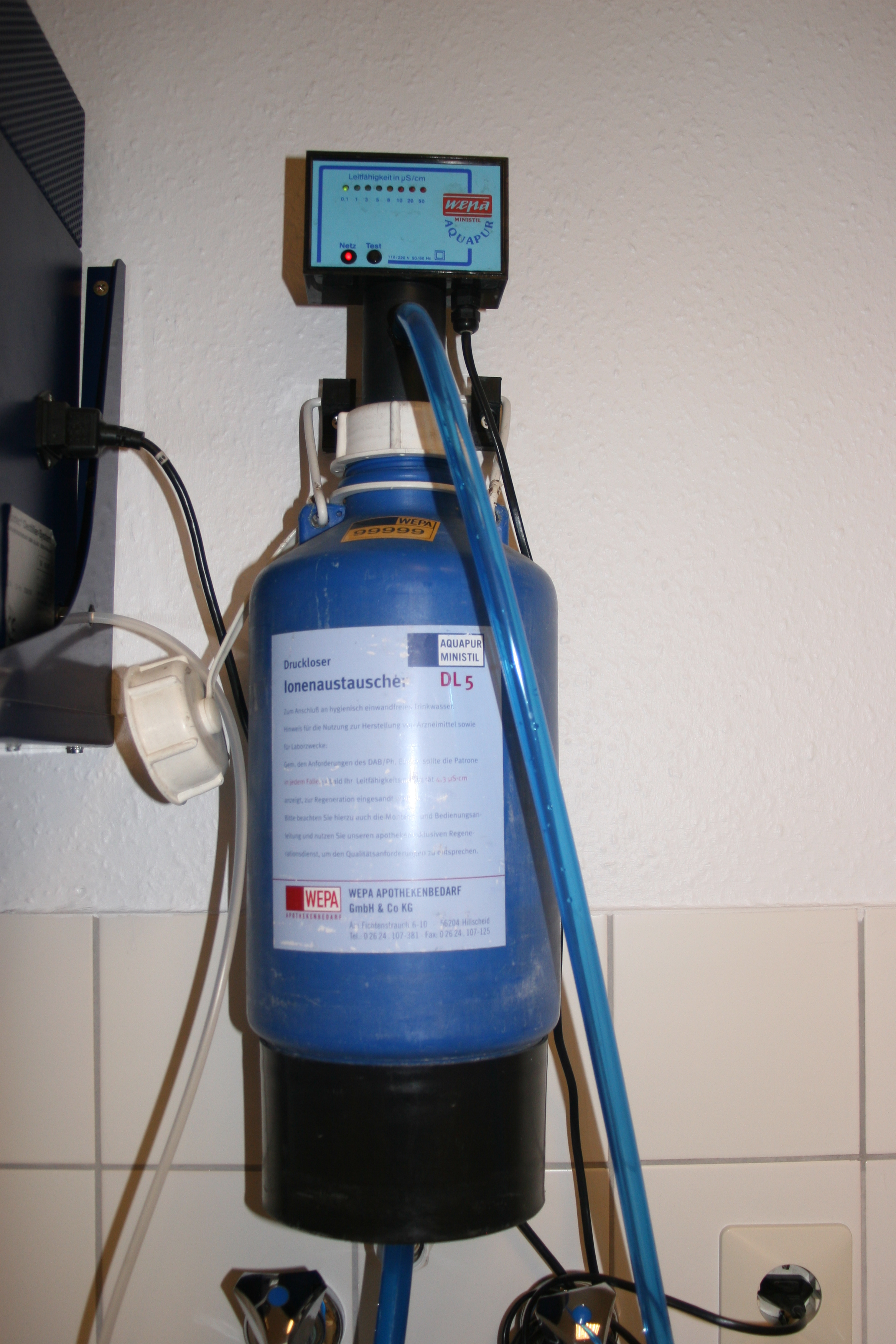

이온 교환(영어: ion exchange)은 어떤 물질이 전해질 수용액과 접촉할 때 그 물질 중의 이온이 방출되고 대신 용액 주의 이온이 물질에 흡착하는 현상이다.

## 이온 교환막
이온 교환막은 강한 산성·염기성기를 갖는 이온 교환 수지를 얇은 막상으로 한 것이다. 양이온 교환막 중에는 음(陰)으로 하전된 설폰기(SO3－)가 있으므로 음이온은 막을 통과하지 못하고 양이온만 통과한다. 또 음이온 교환막에서는 반대로 양이온은 통과하지 못하고 음이온만이 통과한다.
이와 같은 이온 교환막을 사용해서 금속의 정제(精製)나 바닷물의 순수화 등 각 방면에 걸쳐서의 이용이 연구되고 있다.

## 같이 보기
- 이온
- 이온교환수지
- 해수담수화
- 역삼투